# Talerzowanie

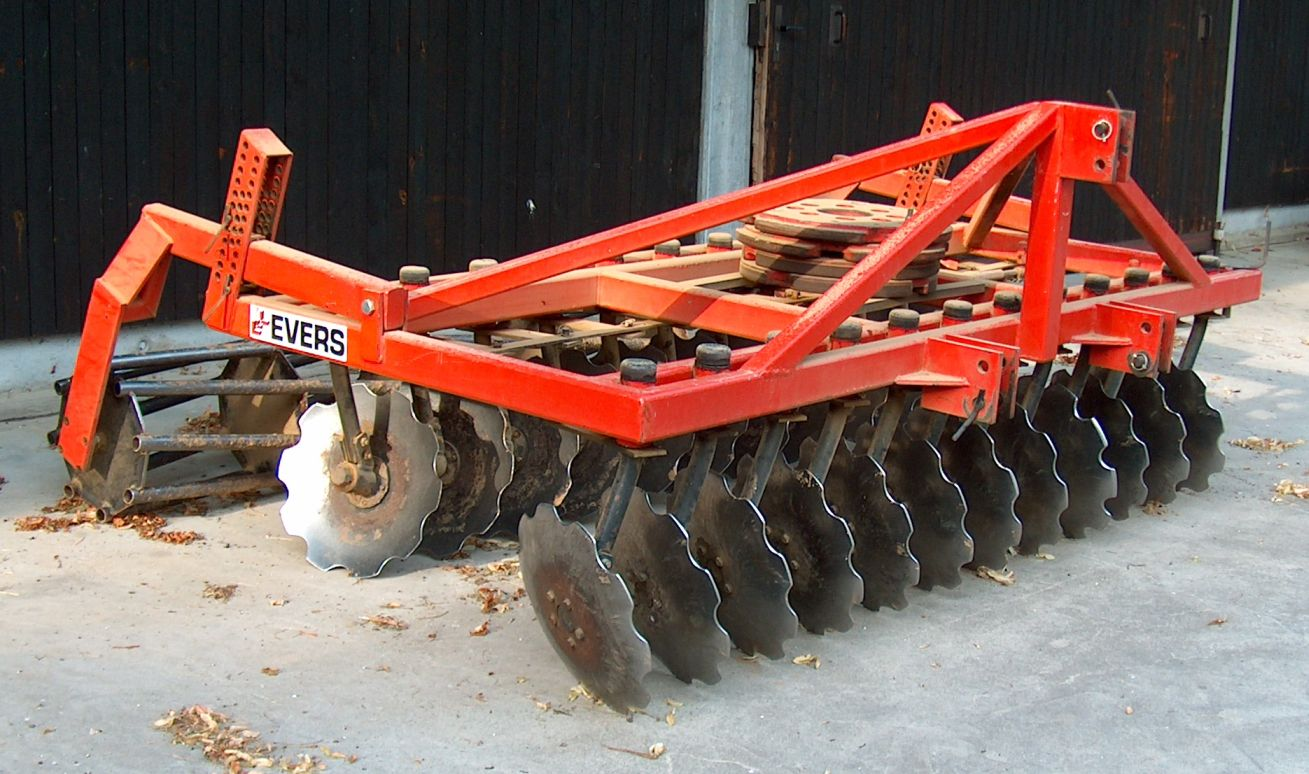
Brona talerzowa

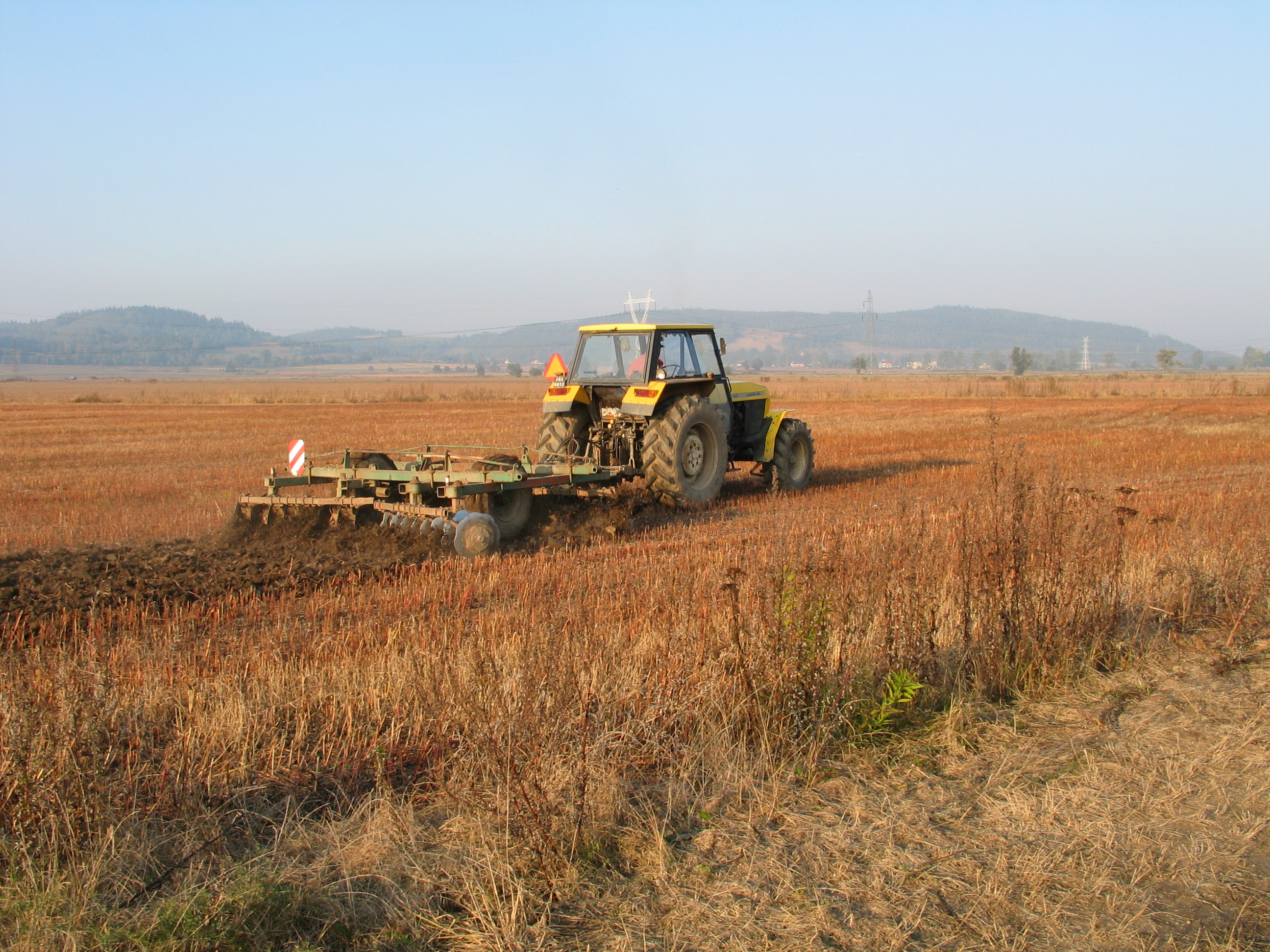
Talerzowanie ścierniska po uprawie gryki

Talerzowanie – uzupełniający zabieg uprawowy roli, wykonywany za pomocą brony talerzowej, którego celem jest pocięcie wierzchniej warstwy roli oraz częściowe (w stopniu mniejszym niż w przypadku pługa) jej obrócenie oraz pocięcie i płytkie przykrycie darni i resztek pożniwnych. Stosowane np. w uprawie łąk i pastwisk do odsłonięcia gleby przez częściowe zniszczenie darni, jako uprawka pożniwna zastępująca podorywkę, także rozcinania skib po orce oraz przykrycia nawozów zielonych. 
Brony talerzowe są elementem agregatów podorywkowych.